# Lijst van uitgaven van Hi Records
Dit is een lijst van uitgaven van Hi Records. Na de oprichting in 1957 bestond de door dit label uitgegeven muziek voornamelijk uit rockabilly en rock-'n-roll. Het verwierf later meer bekendheid door de uitgave van soulplaten in de jaren zeventig, nadat jazztrompettist Willie Mitchell het roer overnam aan het einde van de jaren zestig.

## Singles
| Serienummer | Uitvoerende            | Titel                            | B-kant                                     | Jaar |
| ----------- | ---------------------- | -------------------------------- | ------------------------------------------ | ---- |
| Hi 2001     | Carl McVoy             | "You Are My Sunshine"            | "Tootsie"                                  | 1958 |
| Hi 2002     | Carl McVoy             | "Daydreamin'"                    | "Little John's Gone"                       | 1958 |
| Hi 2003     | The Charmettes         | "My Love with All My Heart"      | "Skating in Blue Light"                    | 1958 |
| Hi 2004     | Buddy Holiday          | "Gloria"                         | "Walkin' Shoes"                            | 1958 |
| Hi 2005     | Joe Fuller             | "You Made a Hit"                 | "Summer Love"                              | 1958 |
| Hi 2006     | Mark Taylor            | "Linda Lou"                      | "My Greatest Dream"                        | 1958 |
| Hi 2007     | Fern Fisher            | "Tommy"                          | "He's the Most"                            | 1958 |
| Hi 2008     | Kay Golden             | "Lover Boy"                      | "I'm Surrendering"                         | 1958 |
| Hi 2009     | Joe Fuller             | "Back to School"                 | "Nothin' but You"                          | 1958 |
| Hi 2010     | Kimball Coburn         | "Please, Please"                 | "Teenage Love"                             | 1958 |
| Hi 2011     | Will Mercer            | "Call of the Wild"               | "Teenage Love"                             | 1958 |
| Hi 2012     | Bobby Chandler         | "Voice of a Fool"                | "By-O"                                     | 1958 |
| Hi 2013     | Joe Fuller             | "Raining"                        |                                            | 1958 |
| Hi 2014     | Tommy Tucker           | "Loving Lil"                     | "A Man in Love"                            | 1959 |
| Hi 2015     | Charles Cockrell       | "Little Girl"                    | "I Want Somebody"                          | 1959 |
| Hi 2016     | Kimball Coburn         | "Darlin'"                        | "If I Were a King"                         | 1959 |
| Hi 2017     | Jay B. Lloyd           | "I'm So Lonely"                  | "I'll Be Alright"                          | 1959 |
| Hi 2018     | Bill Black's Combo     | "Smokie - Part 1"                | "Smokie - Part 2"                          | 1959 |
| Hi 2019     | Moe Maharry            | "Just for a Moment"              | "I Cry for You"                            | 1960 |
| Hi 2020     | Tommy Tucker           | "Miller's Cave"                  | "The Strangers"                            | 1960 |
| Hi 2021     | Bill Black's Combo     | "The Wheel"                      | "White Silver Sands"                       | 1960 |
| Hi 2022     | Bill Black's Combo     | "Josephine"                      | "Dry Bones"                                | 1960 |
| Hi 2023     | Jimmy McCracklin       | "Things I Meant to Say"          | "Here Today and Gone Tomorrow"             | 1960 |
| Hi 2024     | Teddy Redell           | "Pipeliner"                      | "I Want to Hold You"                       | 1960 |
| Hi 2025     | Bill Black's Combo     | "Don't Be Cruel"                 | "Rollin'"                                  | 1960 |
| Hi 2026     | Bill Black's Combo     | "Willie"                         | "Blue Tango"                               | 1960 |
| Hi 2027     | Bill Black's Combo     | "Hearts of Stone"                | "Royal Blue"                               | 1961 |
| Hi 2028     | Bill Black's Combo     | "Old Time Religion"              | "He's Got the Whole World in His Hands"    | 1961 |
| Hi 2029     | Bill Black's Combo     | "Do Lord"                        | "When the Roll Is Called up Yonder"        | 1961 |
| Hi 2030     | Bill Black's Combo     | "Down by the Riverside"          | "It Is No Secret (What God Can Do)"        | 1961 |
| Hi 2032     | Bill Black's Combo     | "When the Saints Go Marching In" |                                            | 1961 |
| Hi 2033     | Bill Black's Combo     | "Just a Closer Walk with Thee"   | "This Old House"                           | 1961 |
| Hi 2034     | Gene Simmons           | "Teddy Bear"                     | "Your Ture Love"                           | 1961 |
| Hi 2035     | The Ramonos            | "Le Bistro"                      | "Gina, Gina"                               | 1961 |
| Hi 2036     | Bill Black's Combo     |                                  | "Ole Buttermilk Sky"                       | 1961 |
| Hi 2037     | Bill Reeder            | "Till I Waltz Again with You"    | "There Was a Time"                         | 1961 |
| Hi 2038     | Bill Black's Combo     | "Movin'"                         | "Honky Train"                              | 1961 |
| Hi 2039     | Gene Simmons           | "No Other Guy"                   | "The Shape You Left Me In"                 | 1961 |
| Hi 2040     | Ace Cannon             | "Tuff"                           | "Sittin' Tight"                            | 1961 |
| Hi 2041     | Bill Reeder            | "Secret Love"                    | "Judy"                                     | 1961 |
| Hi 2042     | Bill Black's Combo     | "Twist-Her"                      | "My Girl Josephine"                        | 1961 |
| Hi 2043     | Don Hines              | "Baby, Tell It Like It Is"       | "I'm So Glad"                              | 1962 |
| Hi 2044     | Willie Mitchell        | "The Crawl - Part 1"             | "The Crawl - Part 2"                       | 1962 |
| Hi 2045     | Bill Black's Combo     | "Twist-Her"                      | "Night Train"                              | 1962 |
| Hi 2046     | Bill Black's Combo     | "The Hucklebuck"                 | "Corrina, Corrina"                         | 1962 |
| Hi 2047     | Bill Black's Combo     | "Johnny B. Goode"                |                                            | 1962 |
| Hi 2048     | Bill Black's Combo     | "Josephine"                      | "My Girl Josephine"                        | 1962 |
| Hi 2049     | Bill Black's Combo     | "Slippin' and Slidin'"           | "Twist with Me, Baby"                      | 1962 |
| Hi 2050     | Gene Simmons           | "Caldonia"                       | "Be Her Number One"                        | 1962 |
| Hi 2051     | Ace Cannon             | "Blues (Stay Away from Me)"      | "Blues in My Heart"                        | 1962 |
| Hi 2052     | Bill Black's Combo     | "My Babe"                        | "White Silver Sands"                       | 1962 |
| Hi 2053     | Willie Mitchell        | "Buddy Bear"                     | "Drippin'"                                 | 1962 |
| Hi 2054     | Carl McVoy             | "It's a Crime"                   | "What Am I Living For"                     | 1962 |
| Hi 2055     | Bill Black's Combo     | "So What"                        | "Blues for the Red Boy"                    | 1962 |
| Hi 2056     | Don Hines              | "Stormy Monday Blues"            | "Please Accept My Love"                    | 1962 |
| Hi 2057     | Ace Cannon             | "Volare"                         | "Looking Back"                             | 1962 |
| Hi 2058     | Willie Mitchell        | "Easy Now"                       | "Sunrise Senerade"                         | 1962 |
| Hi 2059     | Bill Black's Combo     | "Joey's Song"                    | "Hot Taco"                                 | 1962 |
| Hi 2060     | Kenny Cain             | "Practice Makes Perfect"         | "Words Can Never Say"                      | 1962 |
| Hi 2061     | The Apaches            | "Skippin' - Part 1"              | "Skippin' - Part 2"                        | 1963 |
| Hi 2062     | Benny Martin           | "My Lifetime Lovin' You"         | "Love You Too Much"                        | 1963 |
| Hi 2063     | Ace Cannon             | "Love Letters"                   | "Since I Met You, Baby"                    | 1963 |
| Hi 2064     | Bill Black's Combo     | "Do It - Rat Now"                | "Little Jasper"                            | 1963 |
| Hi 2065     | Ace Cannon             | "Cotton Fields"                  | "Mildew"                                   | 1963 |
| Hi 2066     | Willie Mitchell        | "Empty Rooms"                    | "Percolatin'"                              | 1963 |
| Hi 2067     | Troy Williams          | "Anna Baby"                      | "Street of Love"                           | 1963 |
| Hi 2068     | Don Hines              | "You Had to Play"                | "Trouble Is My Name"                       | 1963 |
| Hi 2069     | Bill Black's Combo     | "Monkey-Shine"                   | "Love Gone"                                | 1963 |
| Hi 2070     | Ace Cannon             | "Moanin' the Blues"              | "Swanee River"                             | 1963 |
| Hi 2071     | The Ringos             | "Ain't No Big Thing"             | "I Still Love You"                         | 1964 |
| Hi 2072     | Bill Black's Combo     | "Comin' On"                      | "Soft Winds"                               | 1964 |
| Hi 2073     | Norm West              | "Daydreamin'"                    | "Angel of My Dreams"                       | 1964 |
| Hi 2074     | Ace Cannon             | "Love Letters in the Sand"       | "Searchin'"                                | 1964 |
| Hi 2075     | Willie Mitchell        | "Twenty-Seventy-Five"            | "Secret House"                             | 1964 |
| Hi 2076     | (Jumpin') Gene Simmons | "Haunted House"                  | "Hey, Hey Little Girl"                     | 1964 |
| Hi 2077     | Bill Black's Combo     | "Raunchy"                        | "Tequila"                                  | 1964 |
| Hi 2078     | Ace Cannon             | "Great Pretender"                | "Gone"                                     | 1964 |
| Hi 2079     | Bill Black's Combo     | "Little Queenie"                 | "Boo Ray"                                  | 1964 |
| Hi 2080     | Gene Simmons           | "The Dodo"                       | "The Jump"                                 | 1964 |
| Hi 2081     | Ace Cannon             | "Sunday Blues"                   | "Empty Arms"                               | 1964 |
| Hi 2082     | Norm West              | "Burning Bridges"                | "Five Pages of Heartache"                  | 1964 |
| Hi 2083     | Willie Mitchell        | "Empty Rooms"                    | "Check Me"                                 | 1964 |
| Hi 2084     | Ace Cannon             | "Blue Christmas"                 | "Here Comes Santa Claus"                   | 1964 |
| Hi 2085     | Bill Black's Combo     | "Come On Home"                   | "He'll Have to Go"                         | 1964 |
| Hi 2086     | Gene Simmons           | "Skinnie Minnie"                 | "I'm a Ramblin' Man"                       | 1965 |
| Hi 2087     | Don Bryant             | "I Like It Like That"            | "My Baby"                                  | 1965 |
| Hi 2088     | Tommy Jay              | "Tender Love"                    | "Tomorrow"                                 | 1965 |
| Hi 2089     |                        |                                  |                                            |      |
| Hi 2090     | Bobby Emons            | "Blue Organ"                     | "Mack the Knife"                           | 1965 |
| Hi 2091     | Willie Mithcell        | "Buster Brown"                   | "Woodchopper's Ball"                       | 1965 |
| Hi 2092     | Gene Simmons           | "Mattie Rea"                     | "Folsom Prison Blues"                      | 1965 |
| Hi 2093     | Veniece                | "What More Do You Want from Me"  | "You Gotta Take the Bitter with the Sweet" | 1965 |
| Hi 2094     | Bill Black's Combo     | "Spootin'"                       | "Crazy Feeling"                            | 1965 |
| Hi 2095     | Don Bryant             | "Don't Turn You Back On Me"      | "Star of Love"                             | 1965 |
| Hi 2096     | Ace Cannon             | "Up Shore"                       | "Ishapan"                                  | 1965 |
| Hi 2097     | Willie Mitchell        | "That Driving Beat"              | "Everything Is Gonna Be Alright"           | 1965 |
| Hi 2098     | Maurice Bower          | "Give Over to Me, Baby"          | "You Got to Give a Little"                 | 1966 |
| Hi 2099     | Veniece                | "Let's Stop"                     | "Yesterday's Man"                          | 1966 |
| Hi 2100     |                        |                                  |                                            |      |
| Hi 2101     | Ace Cannon             | "Funny How Time Slips Away"      | "Saxy Lullaby"                             | 1966 |
| Hi 2102     | Gene Simmons           | "The Batman"                     | "Bossy Boss"                               | 1966 |
| Hi 2103     | Willie Mitchell        | "Bad Eye"                        | "Sugar T"                                  | 1966 |
| Hi 2104     | Don Bryant             | "Glory of Love"                  | "I'll Do the Rest"                         | 1966 |
| Hi 2105     | The Antiques           | "Oh, So Many Ways"               | "By My Side"                               | 1966 |
| Hi 2106     | Bill Black's Combo     | "Hey Good Lookin'"               | "Mountain of Love"                         | 1966 |
| Hi 2107     | Ace Cannon             | "Mockin' Bird Hill"              | "Dedicated to the One I Love"              | 1966 |
| Hi 2108     | Big Amos               | "He Won't Bite Me Twice"         | "Don't Pass Me By"                         | 1966 |
| Hi 2109     | Janet and the Jays     | "Without a Reason"               | "Hurtin' Over You, Boy"                    | 1966 |
| Hi 2110     | Narvel Felts           | "Greatest Gift"                  | "I'll Trady All of My Tomorrows"           | 1966 |
| Hi 2111     | Ace Cannon             | "More"                           | "Spanish Eyes"                             | 1966 |
| Hi 2112     | Willie Mitchell        | "Mercy"                          | "Sticks and Stones"                        | 1966 |
| Hi 2113     | Jumpin' Gene Simmons   | "Go On, Shoes"                   | "Keep that Meat in the Pan"                | 1966 |
| Hi 2114     | Don Bryant             | "Coming On Strong"               | "The Lonely Soldier"                       | 1966 |
| Hi 2115     | Bill Black's Combo     | "Rambler"                        | "You Call Everybody Darling"               | 1966 |
| Hi 2116     | Charlie Rich           | "Love Is After Me"               | "Pass On By"                               | 1966 |
| Hi 2117     | Ace Cannon             | "Wonderland by Night"            | "As Time Goes By"                          | 1966 |
| Hi 2118     | Narvel Felts           | "Bells"                          | "Eighty-Six Miles"                         | 1967 |
| Hi 2119     | Willie Mitchell        | "Misty"                          | "Barefootin'"                              | 1967 |
| Hi 2120     | Jerry Jaye             | "My Girl Josephine"              | "Five Miles from Home"                     | 1967 |
| Hi 2121     | Gene Miller            | "Goodest Man"                    | "She Is Good"                              | 1967 |
| Hi 2122     | Don Bryant             | "The Call of Distress"           | "Doing the Mustang"                        | 1967 |
| Hi 2123     | Charlie Rich           | "My Heart Would Know"            | "Nobody's Lonesome for Me"                 | 1967 |
| Hi 2124     | Bill Black's Combo     | "Son of Smokie"                  | "Peg Leg"                                  | 1967 |
| Hi 2125     | Willie Mitchell        | "Slippin' and Slidin'"           | "Aw Shucks"                                | 1967 |
| Hi 2126     | Narvel Felts           | "Don't Let Me Cross Over"        | "Like Magic"                               | 1967 |
| Hi 2127     | Ace Cannon             | "Memory"                         | "I Walk the Line"                          | 1967 |
| Hi 2128     | Jerry Jaye             | "Let the Four Winds Blow"        | "Singing the Blues"                        | 1967 |
| Hi 2129     | Janet and the Jays     | "Pleading for You"               | "Love What You're Doing to Me"             | 1967 |

## Albums
| Serienummer: mono/stereo | Uitvoerende        | Titel                              | Jaar                  |
| ------------------------ | ------------------ | ---------------------------------- | --------------------- |
| HL-12001/SHL-32001       | Bill Black's Combo | Smokie                             | 1959 (stereo in 1960) |
| HL-12002/SHL-32002       | Bill Black's Combo | Saxy Jazz                          | 1960                  |
| HL-12003/SHL-32003       | Bill Black's Combo | Solid and Raunchy                  | 1960                  |
| HL-12004/SHL-32004       | Bill Black's Combo | That Wonderful Feeling             | 1961                  |
| HL-12005/SHL-32005       | Bill Black's Combo | Movin'                             | 1962                  |
| HL-12006/SHL-32006       | Bill Black's Combo | Record Hop (later Let's Twist Her) | 1962                  |
| HL-12007/SHL-32007       | Ace Cannon         | Tuff Sax                           | 1962                  |
| HL-12008/SHL-32008       | Ace Cannon         | Lookin' Back                       | 1962                  |
| ?                        | Al Green           | Call Me                            | (1973)                |